# Pfarrkirche Haimburg

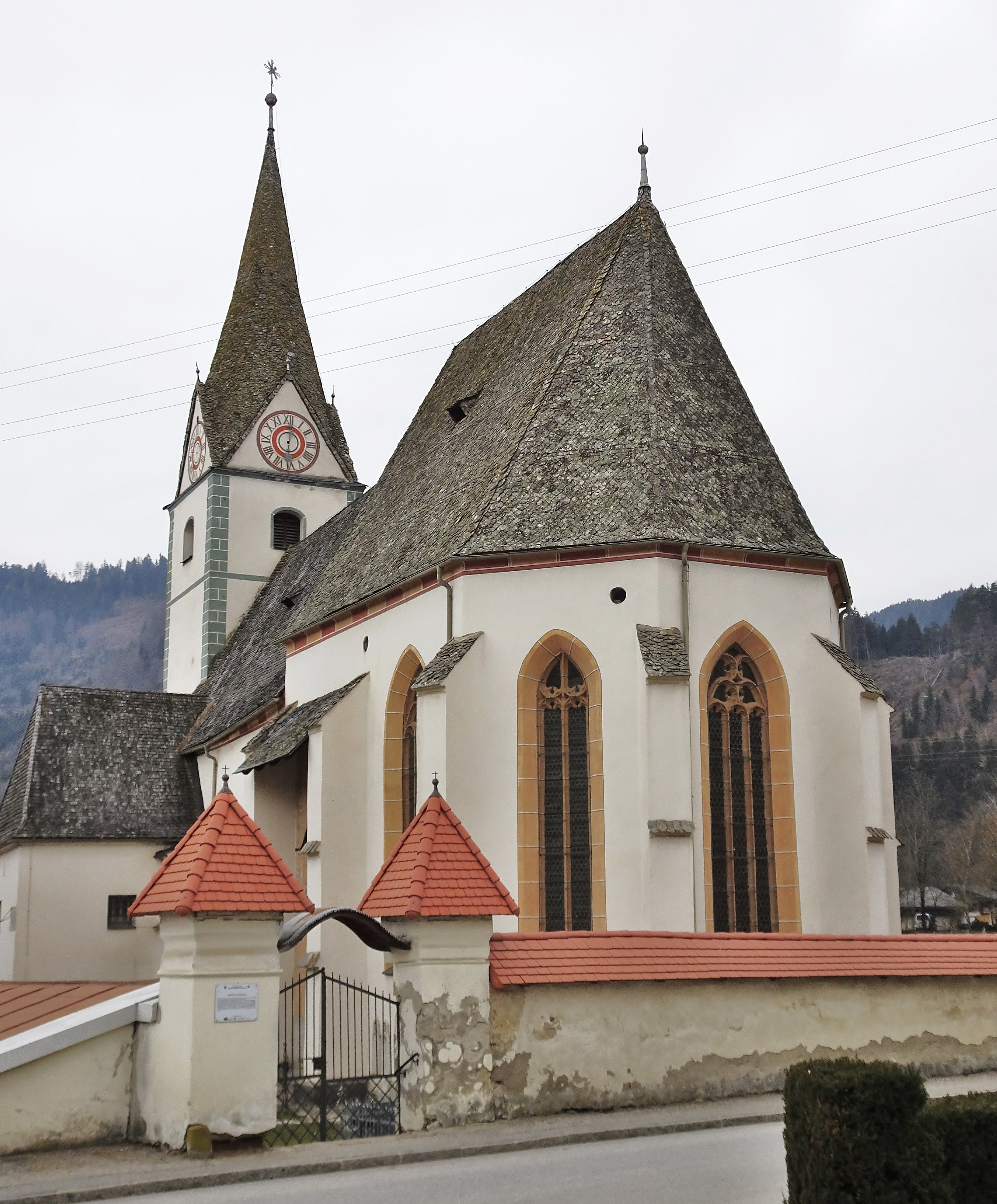
Kath. Pfarrkirche in Haimburg

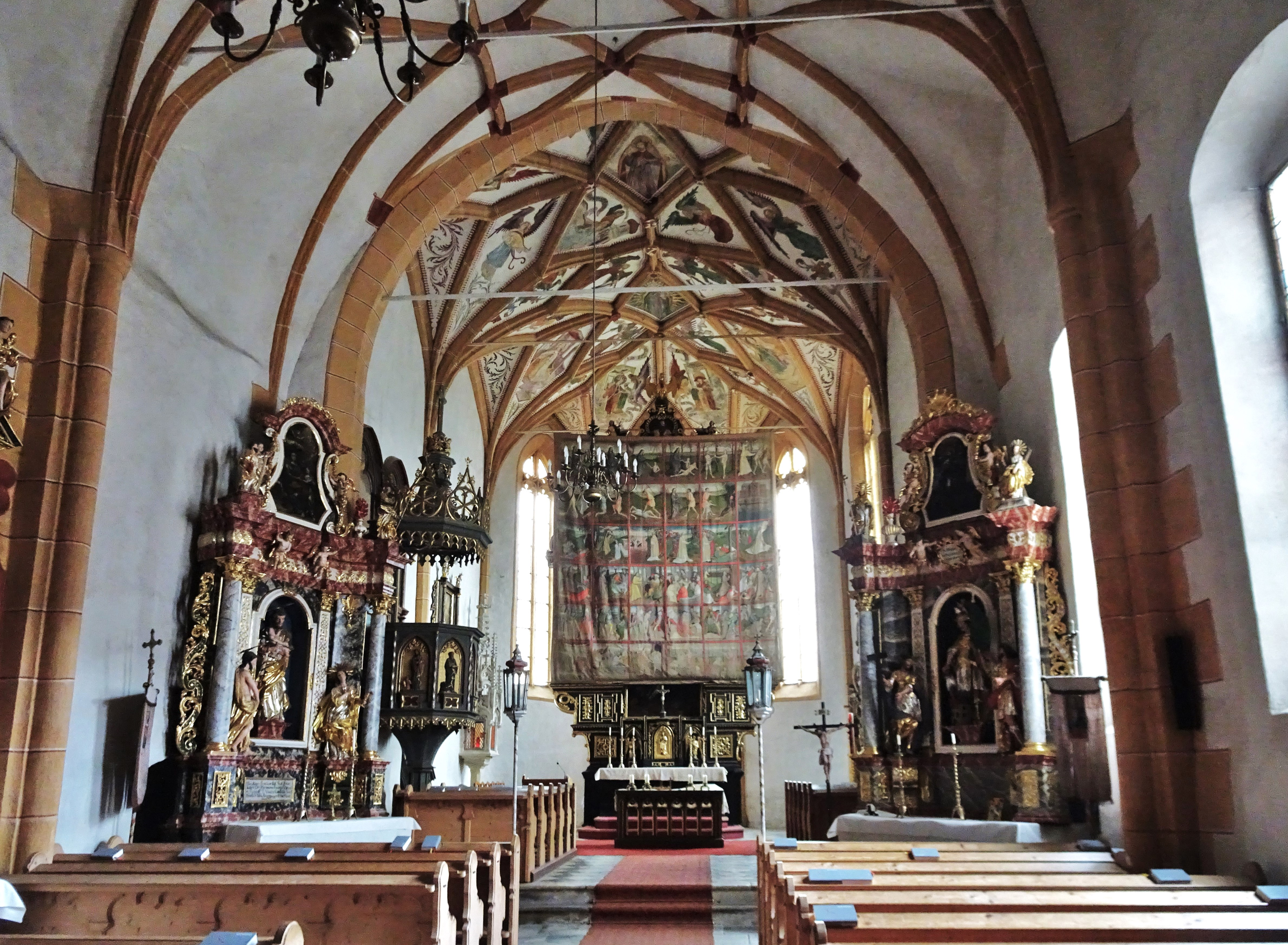
Innenansicht vom Langhaus zum Chor mit dem Fastentuch

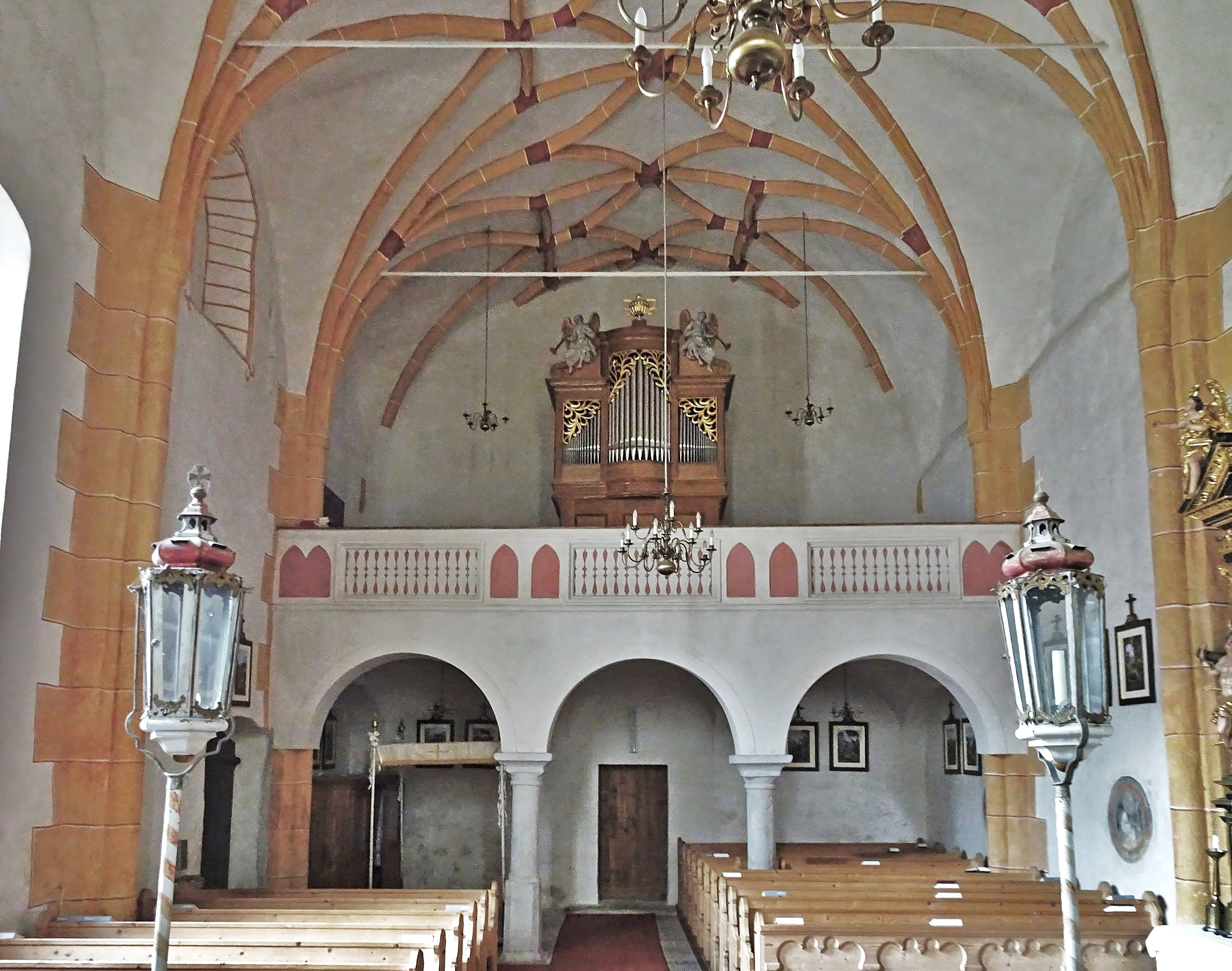
Blick zur Orgelempore

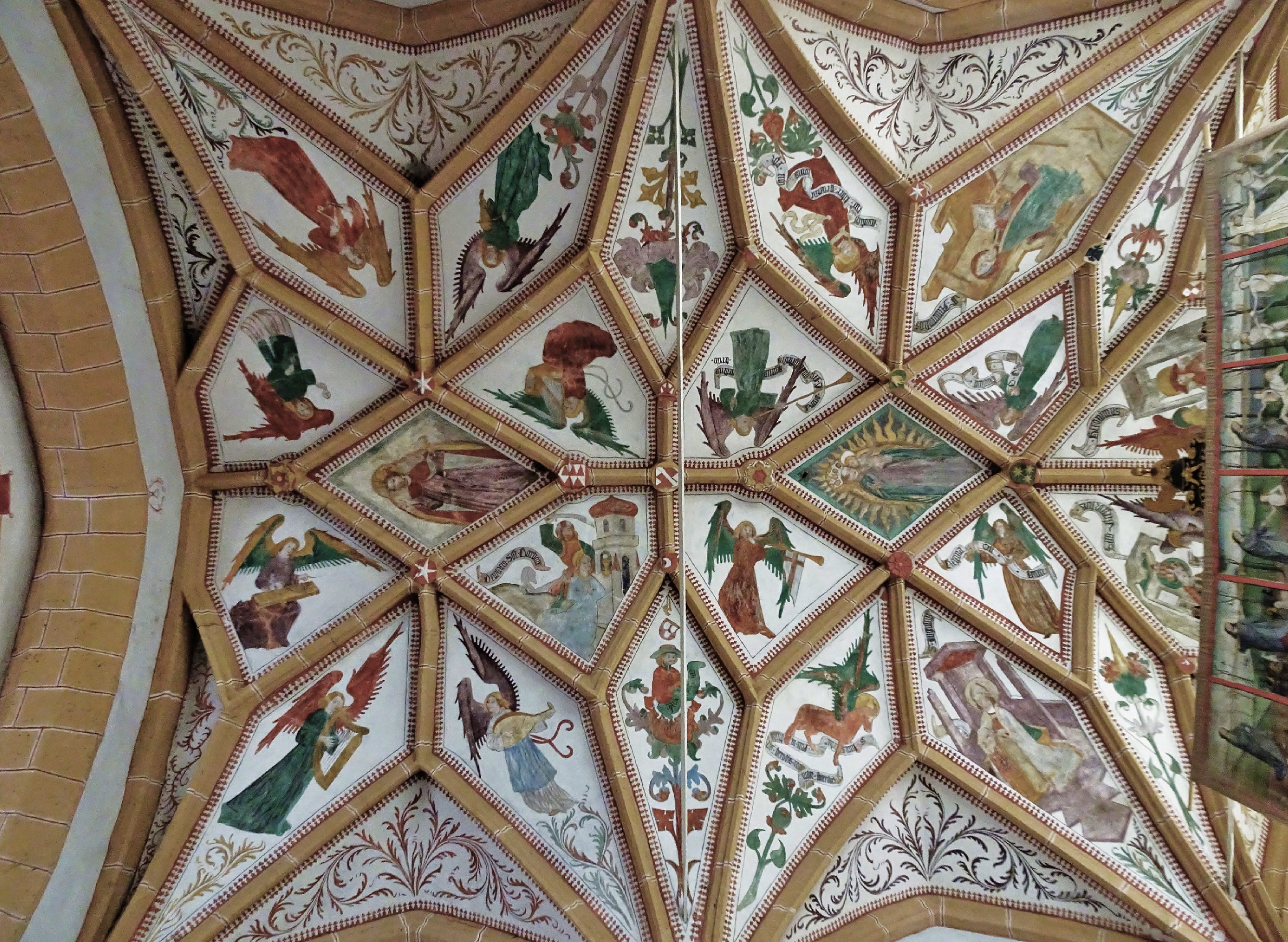
Das Gewölbe im Chor

Die römisch-katholische Pfarrkirche Haimburg steht in der Ortschaft Haimburg der Stadtgemeinde Völkermarkt in Kärnten. Die Kirche ist Unserer Lieben Frau Mariä Himmelfahrt geweiht und gehört zum Dekanat Völkermarkt/Velikovec in der Diözese Gurk-Klagenfurt. Die Kirche und der Friedhof stehen unter Denkmalschutz.

## Geschichte
Urkundlich erstmals 1272 erwähnt gehörte sie ab dem 14. Jahrhundert zum Stift Griffen. Nach dessen Aufhebung 1786 wurde sie wieder Pfarrkirche.

## Bauwerk
Das spätgotische Bauwerk hat einen romanischen Kern. Der vorgestellte Westturm mit achtseitigem Spitzhelm wurde nach einem Erdbeben 1767 erneuert. Die Dächer sind steinplattlgedeckt. Der Chor mit 5/8-Schluss ist höher als das Langhaus und hat gotische Fenster mit Fischblasen-Maßwerk. Bei der Innenrestaurierung 1993 wurde die spätgotische Polychromie des Netzrippengewölbes wieder hergestellt. Seine Felder zeigen im Chor u. a. mit alten Instrumenten musizierende Engel.

## Einrichtung
Der barocke Hochaltar ist von 1673. Während der vorösterlichen Fastenzeit wird er mit einem spätgotischen (1504) Fastentuch verhängt. Es zeigt auf 36 Feldern Szenen aus dem Alten und Neuen Testament mit Leimfarben auf Leinen gemalt. Der Künstler ist unbekannt. Links neben dem Altar, an der Chor-Nordwand, steht ein steinernes, gotisches Sakramentshaus.
Im Schrein des linken Seitenaltars, vor dem Triumphbogen, steht eine Statue des hl. Josef mit dem Jesuskind. Daneben stehen links Johannes der Täufer, rechts die hl. Barbara. Im Aufsatzbild ist die hl. Anna mit ihrer Tochter Maria dargestellt. Der Floriansaltar, rechts vor dem Triumphbogen, hat im Schrein eine Statue des hl. Florian. Der Marienaltar an der Langhaus-Nordwand zeigt eine gekrönte Marienfigur mit Kind, links den hl. Sebastian und rechts den hl. Rochus.
In den Feldern des Korbes der neugotischen Kanzel stehen als Hochreliefs Moses und die Evangelisten

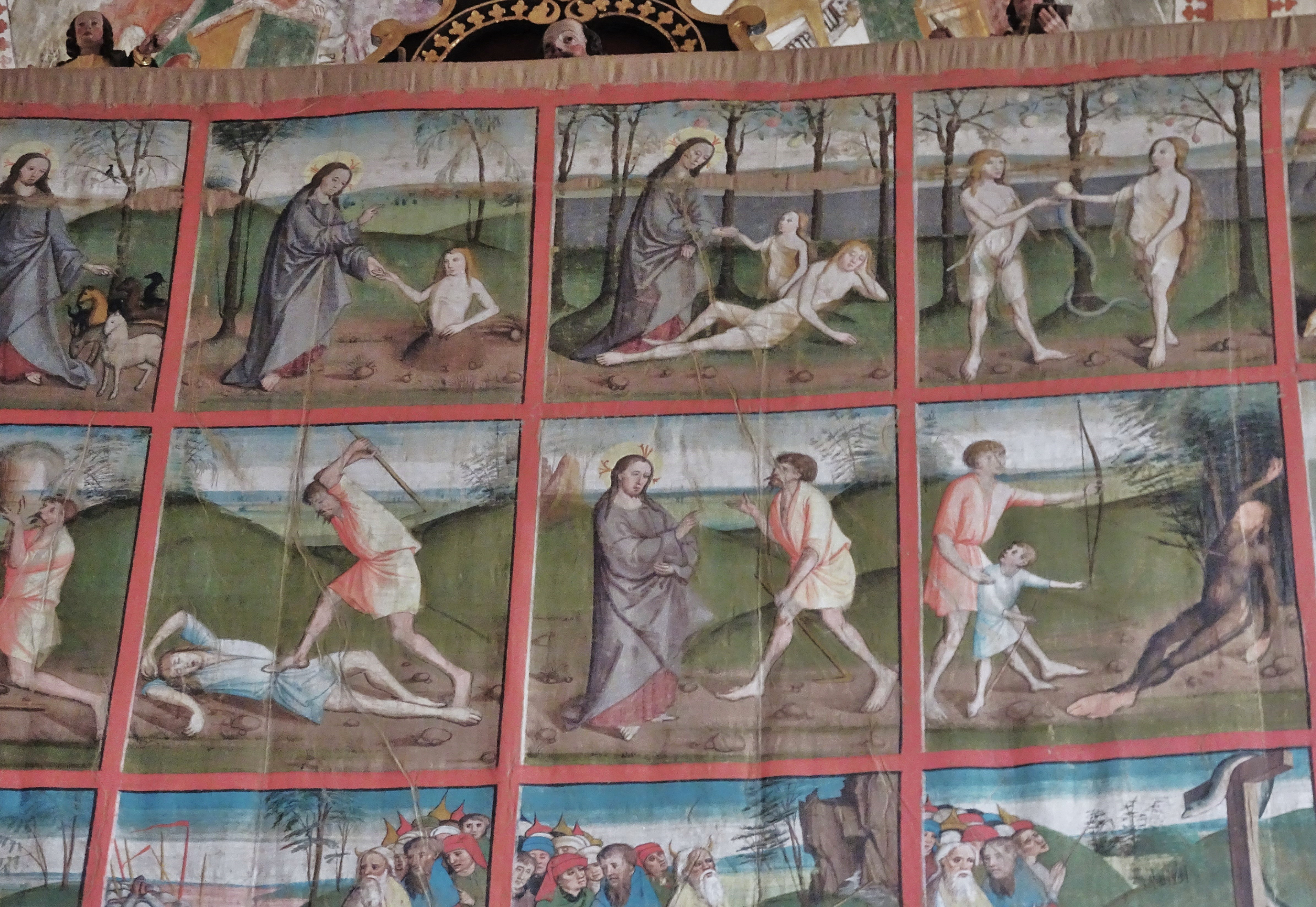
Teilansicht des Fastentuches mit Szenen aus dem Alten Testament
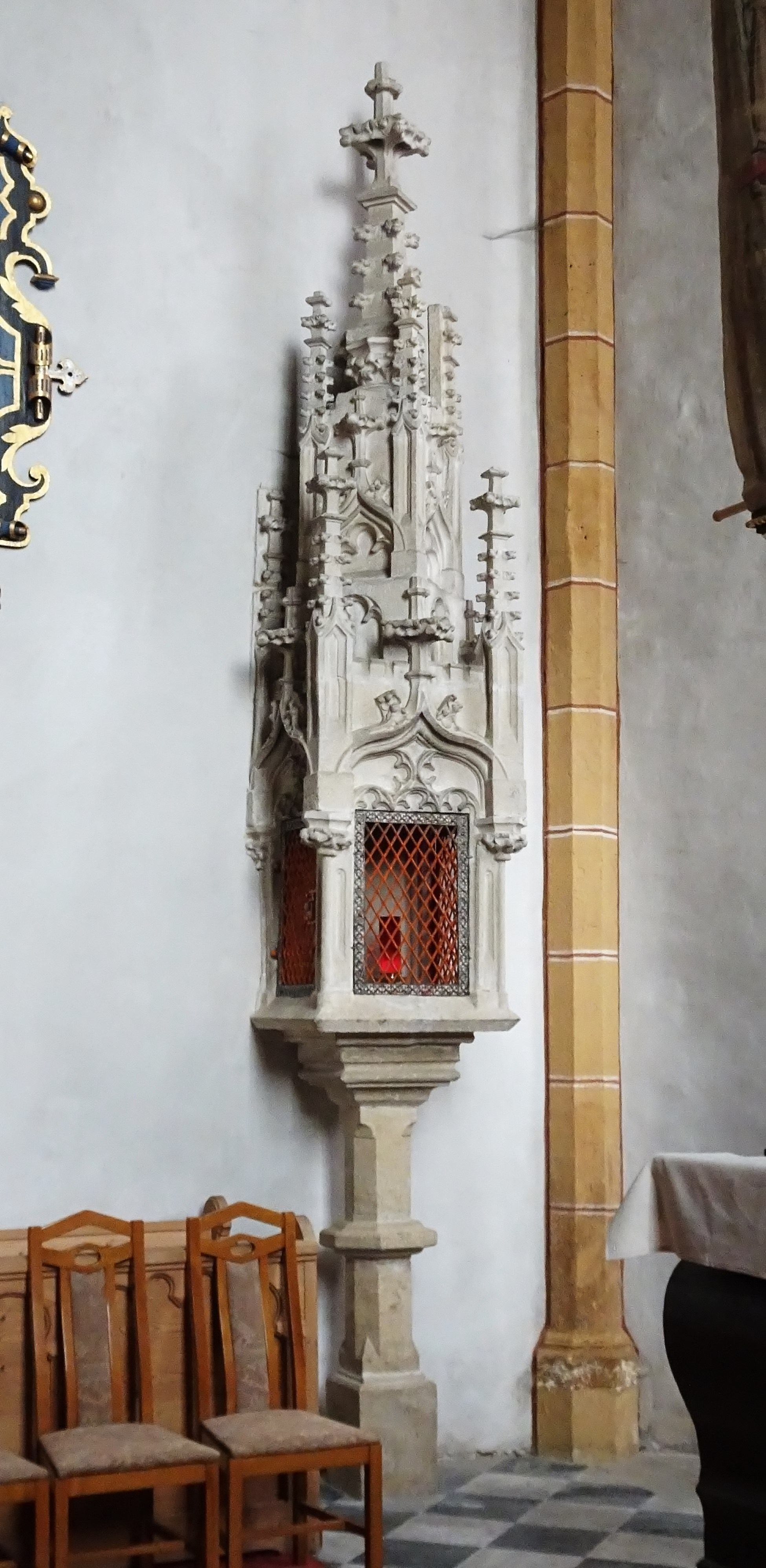
Gotisches Sakramentshaus
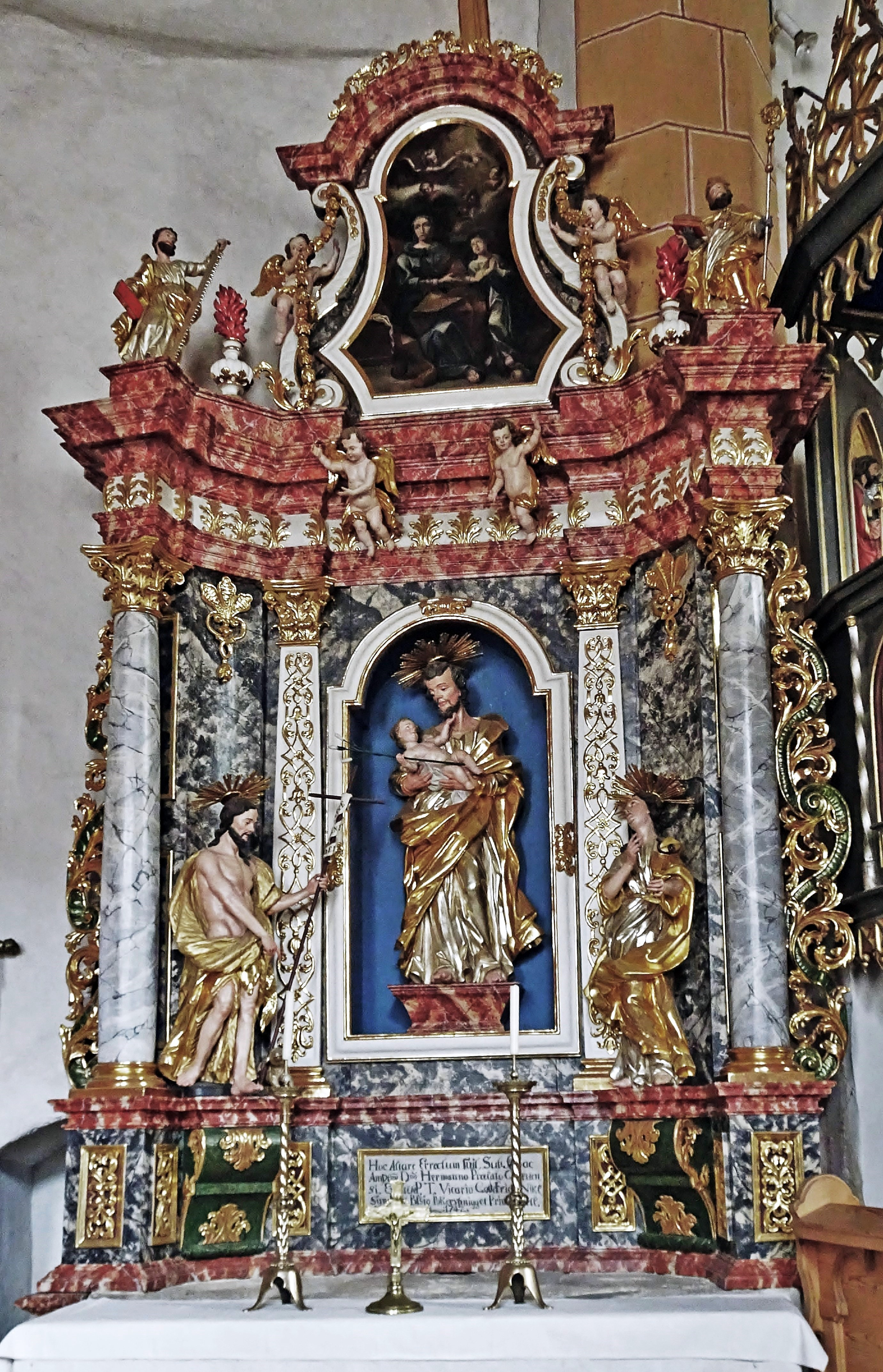
Josephsaltar
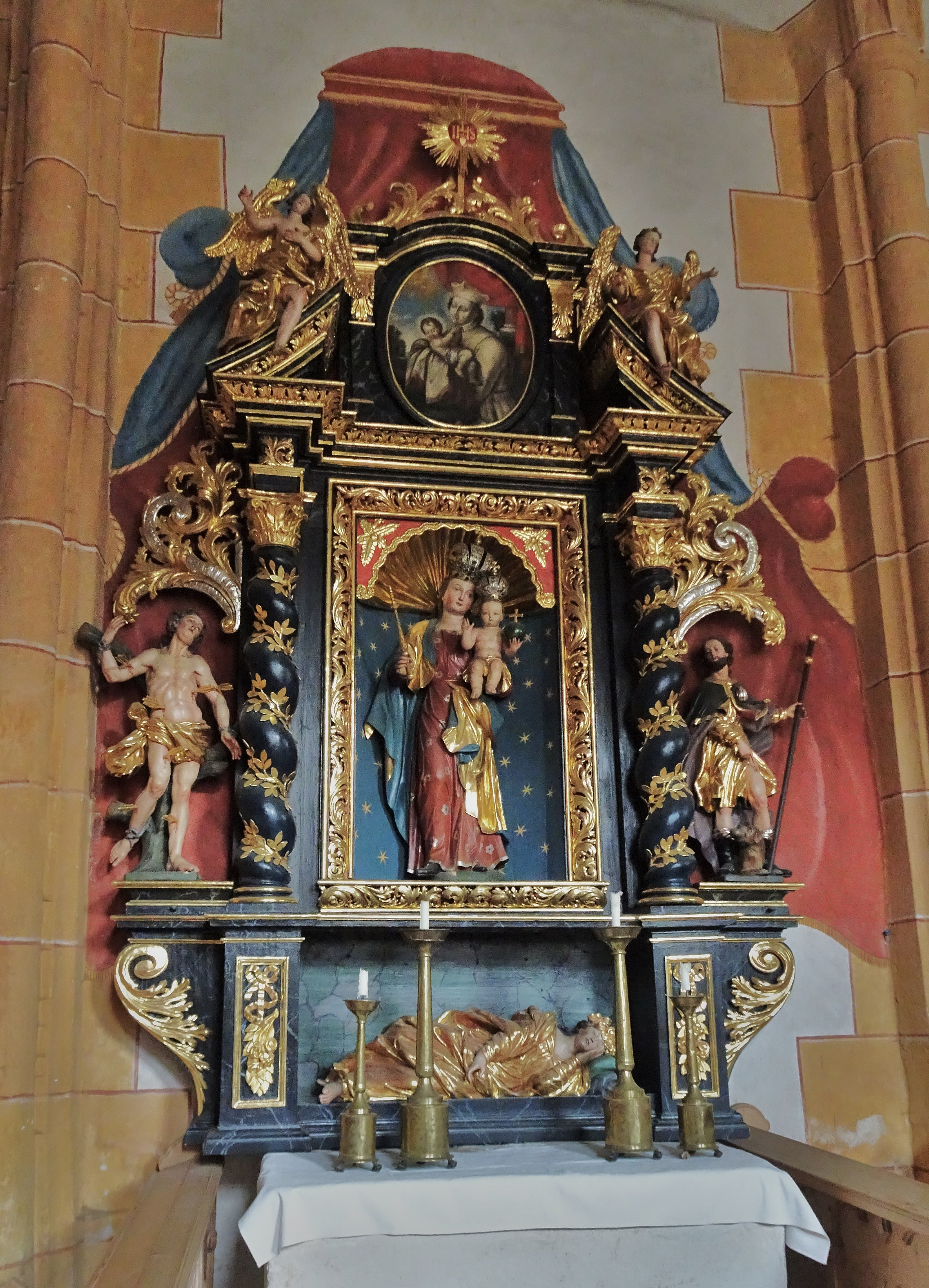
Marienaltar
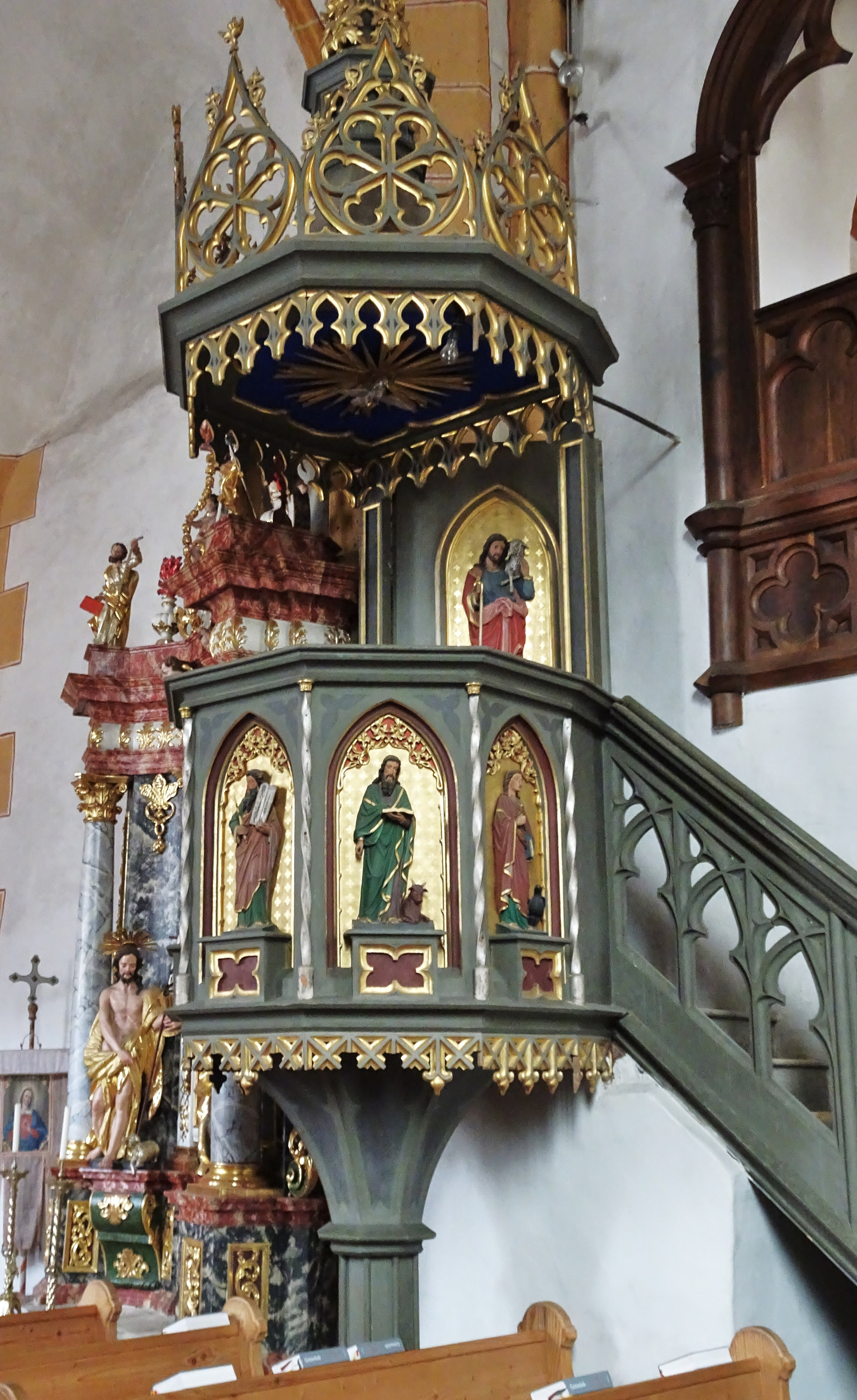
Die Kanzel